# HTMF Mahajanga
El HTMF Mahajanga es un equipo de fútbol de Madagascar que juega en la Segunda División de Madagascar, la segunda liga de fútbol más importante del país.

## Historia
Fue fundado en la ciudad de Mahayanga y formó parte del Campeonato malgache de fútbol en la década de los años 1980s, aunque no pudo ganar el título de liga en su estancia por más de 10 temporadas en la máxima categoría.
Han estado a la sombra de los 2 equipos importantes de la ciudad: el Fortior Mahajanga y en FC BFV, que han sido campeones de liga y con constantes apariciones a nivel continental. Cuentan con un título de copa que ganaron en 1986.
A nivel internacional han participado en un torneo continental, en la Copa Africana de Clubes Campeones 1984, en la cual fueron eliminados en la primera ronda por el Dynamos FC de Zimbabue.

## Palmarés
- Copa de Madagascar: 1

1986

## Participación en competiciones de la CAF
| Temporada | Torneo                            | Ronda | Club       | Casa | Visita | Global |
| --------- | --------------------------------- | ----- | ---------- | ---- | ------ | ------ |
| 1984      | Copa Africana de Clubes Campeones | 1     | Dynamos FC | 0-3  | w.o.1  | 0-3    |

1- El HTMF abandonó el torneo antes de jugar el partido de vuelta.